# AACTA International Awards 2025
Die 14. Verleihung der australischen AACTA International Awards (englisch 14th AACTA International Awards), die jährlich von der Australian Academy of Cinema and Television Arts (AACTA) vergeben werden, fand am 7. Februar 2025 im australischen Gold Coast statt. Sie ehrten die besten internationalen Filme und Serien des Jahres 2024 und sind so das Gegenstück zu den ebenfalls im Februar 2025 stattgefundenen 14. AACTA Awards für australische Filme und Serien.

## Übersicht
Die Nominierungen wurden am 17. Dezember 2024 bekanntgegeben. Gegenüber der Verleihung aus dem Vorjahr gab es keine Neuerungen.
Mit sechs Nominierungen im Bereich Film erhielten die Filmbiografie Better Man – Die Robbie Williams Story und das Filmdrama Der Brutalist die meisten Nennungen, gefolgt von Emilia Pérez mit vier. Ebenfalls mehrere Nominierungen erhielten Anora, Konklave (jeweils 3), Dune: Part Two und A Real Pain (2). Im Bereich Fernsehen erreichten die Dramedy The Bear: King of the Kitchen und die Historienserie Shōgun mit jeweils drei die meisten Nominierungen, gefolgt von Hacks, Lass es, Larry! und Slow Horses – Ein Fall für Jackson Lamb mit je zwei.
Better Man konnte als einziger Film zwei Auszeichnungen gewinnen. Er wurde als bester Film und für die beste Regie (Michael Gracey) gewürdigt. Für das beste Drehbuch wurde Jesse Eisenberg für A Real Pain ausgezeichnet. In den Darstellerkategorien konnten sich Ralph Fiennes für Konklave, Nicole Kidman für Babygirl, Guy Pearce für Der Brutalist sowie Zoë Saldaña für Emilia Pérez durchsetzen. Im Serienbereich waren Shōgun und The Bear als beste Drama- bzw. Comedyserie erfolgreich. Larry David wurde für Lass es, Larry! als bester Seriendarsteller und Elizabeth Debicki für The Crown als beste Seriendarstellerin prämiert.

## Gewinner und Nominierte im Bereich Film
| Film                                   | N | A |
| -------------------------------------- | - | - |
| Better Man – Die Robbie Williams Story | 6 | 2 |
| Der Brutalist                          | 6 | 1 |
| Emilia Pérez                           | 4 | 1 |
| Konklave                               | 3 | 1 |
| Anora                                  | 3 | 0 |
| A Real Pain                            | 2 | 1 |
| Dune: Part Two                         | 2 | 0 |

### Bester Film
Better Man – Die Robbie Williams Story (Better Man) – Produktion: Paul Currie, Jules Daly, Michael Gracey, Coco Xiaolu Ma und Craig McMahon
Anora – Produktion: Sean Baker, Alex Coco und Samantha Quan
Dune: Part Two – Produktion: Cale Boyter, Tanya Lapointe, Patrick McCormick, Mary Parent und Denis Villeneuve
Emilia Pérez – Produktion: Jacques Audiard, Pascal Caucheteux, Valérie Schermann und Anthony Vaccarello
Der Brutalist (The Brutalist) – Produktion: Nick Gordon, D. J. Gugenheim, Andrew Lauren, Trevor Matthews, Andrew Morrison, Brian Young

### Beste Regie
Michael Gracey – Better Man – Die Robbie Williams Story (Better Man)
Jacques Audiard – Emilia Pérez
Brady Corbet – Der Brutalist (The Brutalist)
George Miller – Furiosa: A Mad Max Saga
Denis Villeneuve – Dune: Part Two

### Bestes Drehbuch
Jesse Eisenberg – A Real Pain
Sean Baker – Anora
Oliver Cole, Simon Gleeson und Michael Gracey – Better Man – Die Robbie Williams Story (Better Man)
Brady Corbet und Mona Fastvold – Der Brutalist (The Brutalist)
Peter Straughan – Konklave (Conclave)

### Bester Hauptdarsteller
Ralph Fiennes – Konklave (Conclave)
Adrien Brody – Der Brutalist (The Brutalist)
Daniel Craig – Queer
Jonno Davies – Better Man – Die Robbie Williams Story (Better Man)
Colman Domingo – Sing Sing

### Beste Hauptdarstellerin
Nicole Kidman – Babygirl
Kirsten Dunst – Civil War
Karla Sofía Gascón – Emilia Pérez
Mikey Madison – Anora
Kate Winslet – Die Fotografin (Lee)

### Bester Nebendarsteller
Guy Pearce – Der Brutalist (The Brutalist)
Kieran Culkin – A Real Pain
Damon Herriman – Better Man – Die Robbie Williams Story (Better Man)
Stanley Tucci – Konklave (Conclave)
Denzel Washington – Gladiator II

### Beste Nebendarstellerin
Zoë Saldaña – Emilia Pérez
Toni Collette – Juror #2
Ariana Grande – Wicked
Felicity Jones – Der Brutalist (The Brutalist)
Alison Steadman – Better Man – Die Robbie Williams Story (Better Man)

## Gewinner und Nominierte im Bereich Fernsehen
| Serie                                   | N | A |
| --------------------------------------- | - | - |
| The Bear: King of the Kitchen           | 3 | 1 |
| Shōgun                                  | 3 | 1 |
| Lass es, Larry!                         | 2 | 1 |
| Hacks                                   | 2 | 0 |
| Slow Horses – Ein Fall für Jackson Lamb | 2 | 0 |

### Beste Dramaserie
Shōgun
After the Party
Boy Swallows Universe
Slow Horses – Ein Fall für Jackson Lamb (Slow Horses)
Diplomatische Beziehungen (The Diplomat)

### Beste Comedyserie
The Bear: King of the Kitchen (The Bear)
Colin from Accounts
Lass es, Larry! (Curb Your Enthusiasm)
Hacks
Only Murders in the Building

### Bester Seriendarsteller
Larry David – Lass es, Larry! (Curb Your Enthusiasm)
Idris Elba – Hijack
Gary Oldman – Slow Horses – Ein Fall für Jackson Lamb (Slow Horses)
Hiroyuki Sanada – Shōgun
Jeremy Allen White – The Bear: King of the Kitchen (The Bear)

### Beste Seriendarstellerin
Elizabeth Debicki – The Crown
Ayo Edebiri – The Bear: King of the Kitchen (The Bear)
Jessica Gunning – Rentierbaby (Baby Reindeer)
Anna Sawai – Shōgun
Jean Smart – Hacks